# Dehlān
Dehlān (persiska: دهلان) är en ort i Iran.   Den ligger i provinsen Östazarbaijan, i den nordvästra delen av landet, 400 km nordväst om huvudstaden Teheran. Dehlān ligger 1 743 meter över havet och antalet invånare är 131.
Terrängen runt Dehlān är varierad. Runt Dehlān är det ganska glesbefolkat, med 22 invånare per kvadratkilometer. Närmaste större samhälle är Hashtrūd, 6,2 km söder om Dehlān. Trakten runt Dehlān består i huvudsak av gräsmarker.